# Josy Biedermann
Josy Biedermann (* 23. Dezember 1941 in Zürich) ist eine liechtensteinische Politikerin und war in der Legislaturperiode 2005 bis 2009 Abgeordnete im liechtensteinischen Landtag.

## Biografie
Biedermann wurde 2005 für die Fortschrittliche Bürgerpartei in den Landtag des Fürstentums Liechtenstein gewählt. Als Abgeordnete war sie Mitglied in der liechtensteinischen Delegation in der Parlamentarischen Versammlung der OSZE. Vor ihrer Wahl in den Landtag war sie 1995 bis 2003 Mitglied des Gemeinderates von Planken. 
Josy Biedermann ist mit Josef Biedermann verheiratet; sie haben drei Kinder.